# Ponte di Svilaj
Il ponte di Svilaj (in croato Svilaj Brod; in serbo Свилај Брод?) sul fiume Sava è stato costruito nel 2019 dall'azienda italiana Maeg Costruzioni. Il ponte permette il collegamento tra l'autostrada croata A5 e l'autostrada bosniaca A1 che fanno parte della strada europea E73 che collega Budapest a Metković.